# Jachimowszczyzna (przystanek kolejowy)
Jachimowszczyzna (biał. Яхімаўшчына, ros. Яхимовщина) – przystanek kolejowy w miejscowości Jachimowszczyzna, w rejonie iwiejskim, w obwodzie grodzieńskim, na Białorusi.